# امامزاده یوش
امامزاده یوش مربوط به دوره تیموریان است و در شهرستان شمیرانات، لواسان بزرگ واقع شده و این اثر در تاریخ ۷ مهر ۱۳۵۴ با شمارهٔ ثبت ۱۱۰۹ به‌عنوان یکی از آثار ملی ایران به ثبت رسیده است.